# R3 (motorväg, Belgien)
R3 är en motorväg som går som en ringled runt Charleroi i Belgien. Denna motorväg underlättar för trafiken att passera staden utan att behöva köra genom bebyggelsen. Motorvägen är också viktig för den nord-sydliga trafiken förbi staden. Detta är den yttre ringleden vid Charleroi. En inre ringled finns också som heter R9.